# Nicolas Penneteau
Nicolas Penneteau (Marseille, 28 de Fevereiro, 1981) é um futebolista francês que atua como goleiro. Atualmente defende o Sporting Charleroi.

## Carreira
Nascido em Marselha, Penneteau fez mais de 400 partidas pela Ligue 1 na carreira pelos clubes Bastia e Valenciennes. Ele fez 159 partidas consecutivas na liga principal pelo Valenciennes entre 2010 e 2014.
Em agosto de 2014, Penneteau se transferiu pela primeira vez a um clube fora da França, assinando um contrato de 2 anos com o clube belga Sporting Charleroi.